# Codex Nanianus

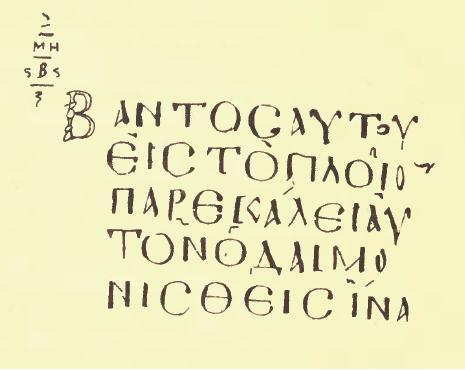
Evangelio de Marcos 5,18 (Tregelles facsimile)

El Codex Nanianus (Roma, Biblioteca_Vaticana (Gr. 354); Gregory-Aland no. U o 030; ε 90 (von Soden) es un manuscrito uncial del siglo IX. El códice contiene los cuatro Evangelios.
El códice consiste de un total de 291 folios de 22,5 x 16,7 cm. El texto está escrito en dos columnas por página, con entre 21 líneas por columna.
El texto griego de este códice es una representación del tipo textual bizantino. Kurt Aland lo ubicó en la Categoría V.